# Bazylea (kanton)

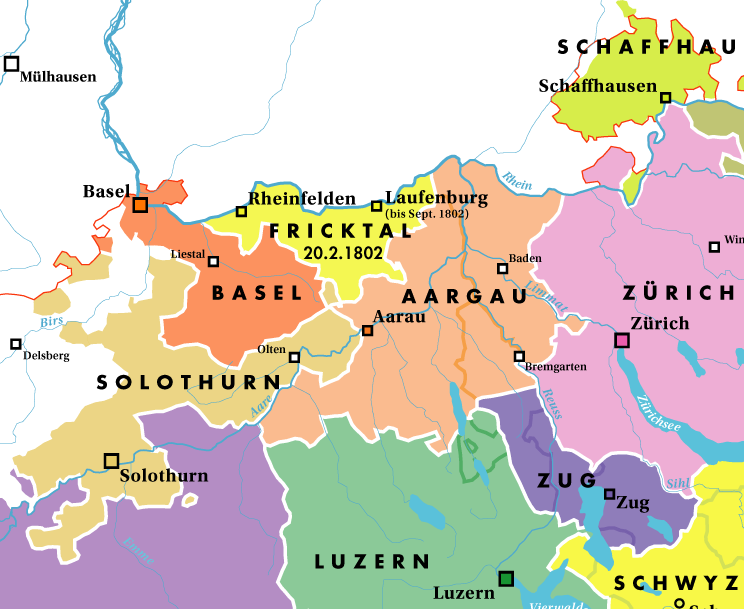
Kanton Bazylea w okresie Republiki Helweckiej, 1802

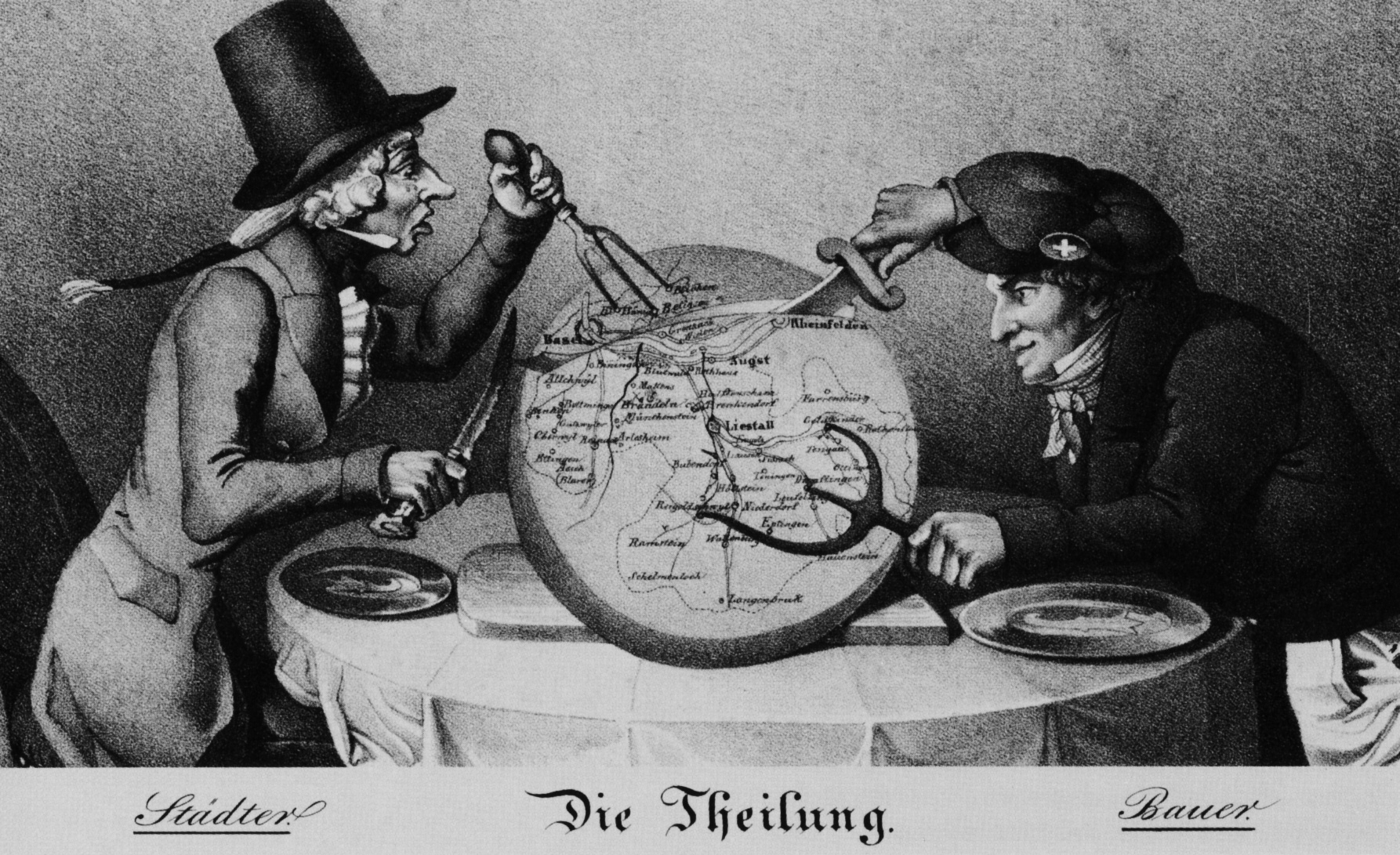
Karykatura z 1833 roku przedstawiająca podział kantonu

Bazylea (niem. Basel) – historyczny kanton w północno-zachodniej Szwajcarii, obecnie podzielony na kantony Bazylea-Miasto i Bazylea-Okręg. Stolicą i głównym miastem kantonu była Bazylea.
Kanton powstał w 1501 roku, w momencie przystąpienia miasta i jego okolic, wcześniej podlegających Biskupstwu Bazylei, do Konfederacji Szwajcarskiej. W 1833 roku, po trzyletnim sporze wynikłym z nierówności praw mieszkańców obszarów wiejskich wobec mieszczan i ich niedoreprezentacji we władzach kantonu, doszło do podziału Bazylei na dwa półkantony – Bazylea-Miasto i Bazylea-Okręg. Kanton formalnie istniał do 1999 roku, kiedy to z konstytucji szwajcarskiej zniknęło pojęcie półkantonu, a zarówno Bazylea-Miasto jak i Bazylea-Okręg stały się pełnoprawnymi kantonami, choć posiadającymi jedynie po pół siły głosu.